# Pleasant Groves
Pleasant Groves – miasto w Stanach Zjednoczonych, w stanie Alabama, w hrabstwie Jackson. W roku 2023 miasto zamieszkiwało 431 osób, a gęstość zaludnienia wynosiła 44 osoby/km².